# Олівія Карнегі-Браун
Олівія Карнегі-Браун (англ. Olivia Carnegie-Brown, нар. 28 березня 1991, Вестмінстер, Лондон, Велика Британія) — британська веслувальниця, срібна призерка Олімпійських ігор 2016 року, чемпіонка Європи.

## Виступи на Олімпіадах
| Олімпіада | Дисципліна                     | Місце |
| --------- | ------------------------------ | ----- |
| Ріо 2016  | вісімка розстібна зі стерновим | 2     |